# 免疫组数据库
免疫组数据库（Pan immune repertoire database）是储存已发布的T细胞受体（[TCR）和B细胞受体（BCR）或免疫球蛋白（IG）的高通量测序数据，包括人类和其他物种。以便用户能够从数据库中检索、添加、提取免疫学数据信息。该数据库是免疫组库高通量测序数据的存储库，是了解生物免疫系统如何运作的资源。
TCR和BCR库通过特异性克隆增值或者提高抗体亲和力，以产生适应性免疫应答来抵抗自身和外部抗原感染，在保持个体健康方面发挥着重要作用。 在T和B淋巴细胞的发育过程中，TCR或BCR由V、D、J基因片段（位于染色体上的大量V或D或J基因）重排形成;正常情况下，V/D/J基因随机组合，并在V-D或D-J连接处随机插入或删除一些核苷酸，结果，使每个个体产生大量的TCR和BCR。 理论上估计，对于人类来说，将会有超过1018种独特的TCR和2×1012种独特的BCR。 因此，巨大的T和B细胞的多样性构成了个体的免疫系统，在一定程度上反映其免疫能力。
1. ↑  .   [2018-07]. （原始内容存档于2020-08-12）.